# (1357) Khama
(1357) Khama ist ein Asteroid des Hauptgürtels, der am 2. Juli 1935 vom südafrikanischen Astronomen Cyril V. Jackson in Johannesburg entdeckt wurde.
Der Asteroid ist nach dem Bechuana-König Khama benannt.